# Great Torrington
Great Torrington es una localidad situada en el condado de Devon, en Inglaterra (Reino Unido), con una población en 2016 de 5879 habitantes.
Se encuentra ubicada al sur de la península del Suroeste, cerca de la ciudad de Exeter y de la orilla del canal de Bristol (océano Atlántico).